# プロジェクト・ヘイル・メアリー
『プロジェクト・ヘイル・メアリー』 (Project Hail Mary) は、2021年5月に出版されたアメリカ合衆国のSF作家アンディ・ウィアーのSF小説。日本語版は同年12月に小野田和子の訳で早川書房から刊行された。第53回星雲賞海外長編部門の受賞作。

## 概要
アンディ・ウィアーの『火星の人』『アルテミス』に次ぐ長編小説の3作目。いわゆるファーストコンタクトを扱ったSF作品で、『火星の人』同様に宇宙に一人きりの主人公が、人類の危機を救うべく奔走するストーリーとなっている。
本作は2021年ベストSF＆ファンタジーの一冊として多く取り上げられており、日本語版についても『火星の人』に次いで二度目となる第53回星雲賞海外長編部門を受賞している。

## あらすじ
病室のような部屋で目を覚ました主人公は、記憶を喪失していた。ライランド・グレースという科学者であることを思い出した主人公は、実験からここが宇宙船の中であることに気づく。また徐々に取り戻される記憶から、地球が滅亡の危機に瀕していることと、自身が地球を救うためにここにいることにも気づき、一人地球の危機に立ち向かう。

## 映画
2021年時点で、MGM製作、ライアン・ゴズリング主演の映画化が進行中である。
フィル・ロード&クリス・ミラーが監督に就任し、2024年撮影開始予定であることが報じられた。
2026年公開を目処に制作中である事がアマゾンMGMスタジオより発表された。同作の脚本家は『オデッセイ』でも脚本を担当したドリュー・ゴダードが務めるほか、プロデューサーとしてエイミー・パスカル、アディタヤ・スード、レイチェル・オコナー、アンディ・ウィアーがクレジットされている。
2026年3月20日米公開予定。

## 書誌情報
- アンディ・ウィアー『プロジェクト・ヘイル・メアリー 上』小野田和子訳、早川書房、2021年。ISBN 9784152100702。
- アンディ・ウィアー『プロジェクト・ヘイル・メアリー 下』小野田和子訳、早川書房、2021年。ISBN 9784152100719。